# Mandi Angin (Minas)
Mandi Angin is een bestuurslaag in het regentschap Siak van de provincie Riau, Indonesië. Mandi Angin telt 2306 inwoners (volkstelling 2010).